# Pfarrkirche Thal (Steiermark)

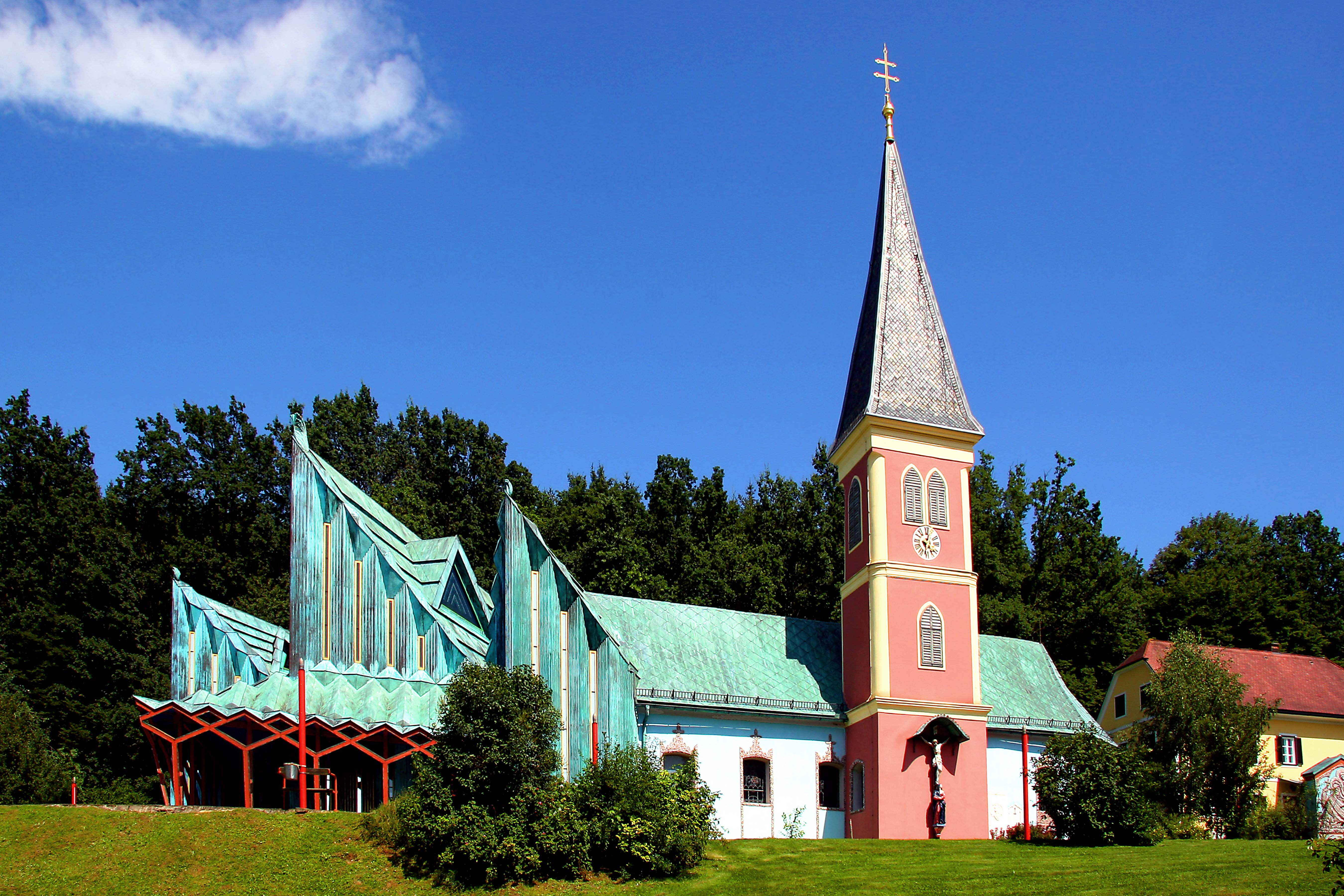
Kath. Pfarrkirche hl. Jakob in Thal bei Graz

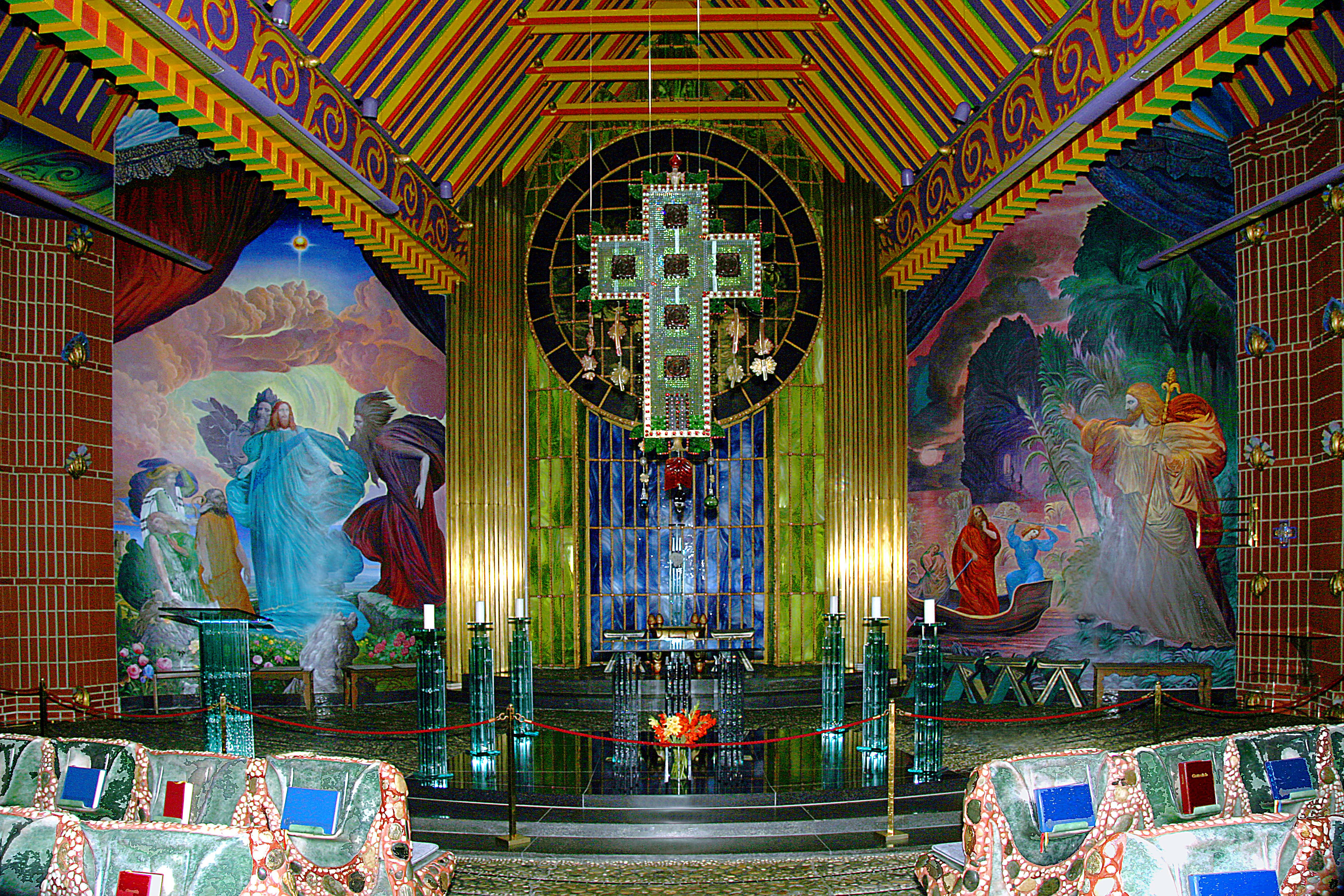
Innenansicht

Die römisch-katholische Pfarrkirche Thal, umgangssprachlich auch oft Pfarrkirche Thal bei Graz oder Ernst-Fuchs-Kirche genannt, steht in der Marktgemeinde Thal im Bezirk Graz-Umgebung in der Steiermark. Die Pfarrkirche hl. Jakobus der Ältere – dem Stift Rein inkorporiert – gehört zum Dekanat Graz-West der Stadtkirche Graz in der Diözese Graz-Seckau. Die Kirche und der ehemalige Friedhof stehen unter Denkmalschutz. Die heutige künstlerische Gestaltung erfolgte durch den Künstler Ernst Fuchs.

## Geschichte
Die Pfarre Thal wird erstmals 1322 urkundlich erwähnt. Sie wurde von der Mutterpfarre Gratwein aus gegründet und ist seit 1607 dem Stift Rein angeschlossen. Als Pfarrkirche diente ursprünglich die dem heiligen Jakobus, dem Schutzpatron der Wallfahrer und Reisenden, geweihte Kirche in der Burg Unterthal. 1715 zerstörte ein Brand weite Teile der Burg. Heute sind nur noch Teile der Ruine nahe dem Thalersee erhalten. Die Burgkirche wurde bereits 1755 als ruinös bezeichnet. Im Jahr 1772, nachdem Burg und Burgkirche nach und nach verfallen waren, erfolgte die Übertragung der Pfarrrechte in eine nahegelegene Kapelle am Thaler Kirchberg. Hier stand, vermutlich auf einem Pestfriedhof, eine seit dem Jahr 1618 dem heiligen Sebastian geweihte Friedhofskapelle aus Holz. 1739 wurde ein gemauerter Steinbau mit einem Zwiebelturm als Kirchturm errichtet. Um der gestiegenen Einwohnerzahl gerecht zu werden, wurde die Kapelle mehrmals verlängert. Das Jakobspatrozinium ging 1772 auf die ursprüngliche Sebastianskapelle über, die somit zur Pfarrkirche St. Jakob wurde.

## Projekt Neubau
Initiativen für einen Neubau wurden zu Beginn der 1970er Jahre ins Leben gerufen. Es wurden Planungen in Auftrag gegeben und Modelle vorgestellt. Das dabei erarbeitete Projekt wurde aber im Bautenplan der Diözese weit nach hinten gereiht, da die Mittel, die durch die Pfarre selbst aufgebracht werden konnten, nicht ausreichten. Im Jahr 1987 gab Bischof Johann Weber anlässlich einer Pfarrvisitation die Zusage für den Neubau der Thaler Kirche.
Die Realisierung des Projektes geht auf erste Entwürfe des Architekten des Bischöflichen Bauamtes Manfred Fuchsbichler aus dem Jahr 1987 zurück. Wie bei seinen vorangegangenen Planungen ging es ihm dabei darum, die alte Kirche weitgehend zu erhalten und mit dem Neubau zu verbinden. Das Konzept sah einen Neubau unter Einbeziehung der alten Kirche, die als Sakraments- und Taufkapelle dienen soll, vor. Auch sah das Konzept einen hohen Arbeitsanteil der Bevölkerung vor. Freiwillige Helfer leisteten rund 4000 Arbeitsstunden. Die künstlerische Gestaltung erfolgte durch den Künstler Ernst Fuchs im Stile der Wiener Schule des Phantastischen Realismus.
Ernst Fuchs beließ es, als Kenner der biblischen Schriften und der jüdischen und christlichen Symbolik, aber nicht bei der künstlerischen Ausgestaltung, sondern erweiterte das gesamte architektonische Konzept im Sinne eines Gesamtkunstwerkes mit phantastischer Farben- und Formenvielfalt und beeindruckenden Lichteffekten.

„Man muss schon von weitem erkennen: Dies ist ein heiliger Ort.
Wo auch immer die Augen hin blicken, es muss etwas zu sehen geben.“

Mit der Grundsteinlegung am 23. Mai 1992 wurde mit dem Neu- bzw. Erweiterungsbau begonnen, und am 15. Mai 1994 konnte die Kirchweihe durch Bischof Johann Weber gefeiert werden.

## Außengestaltung
Das Äußere der Kirche wurde im Zuge der Kirchenerweiterung völlig neu gestaltet. Das Bauwerk ist mit drei unterschiedlich großen Satteldachkonstruktionen versehen, die sich über einem trapezförmigen Grundriss fächerförmig spannen, dem gesamten Komplex den Charakter eines spitzen Kristalls geben und an die Dachformen des Altbestandes angeglichen wurden. Der alte Turm ist dreigeschoßig und trägt einen Spitzhelm. Der Prozessionsweg und der großzügig erweiterte Kirchenvorplatz, von markanten Kandelabern flankiert, unterstreichen die Wirkung der Baukörper. Das alte Friedhofskreuz ist am Kirchturm angebracht. Den Eingangsbereich dominiert ein Vordach mit rotem Balkentragwerk.

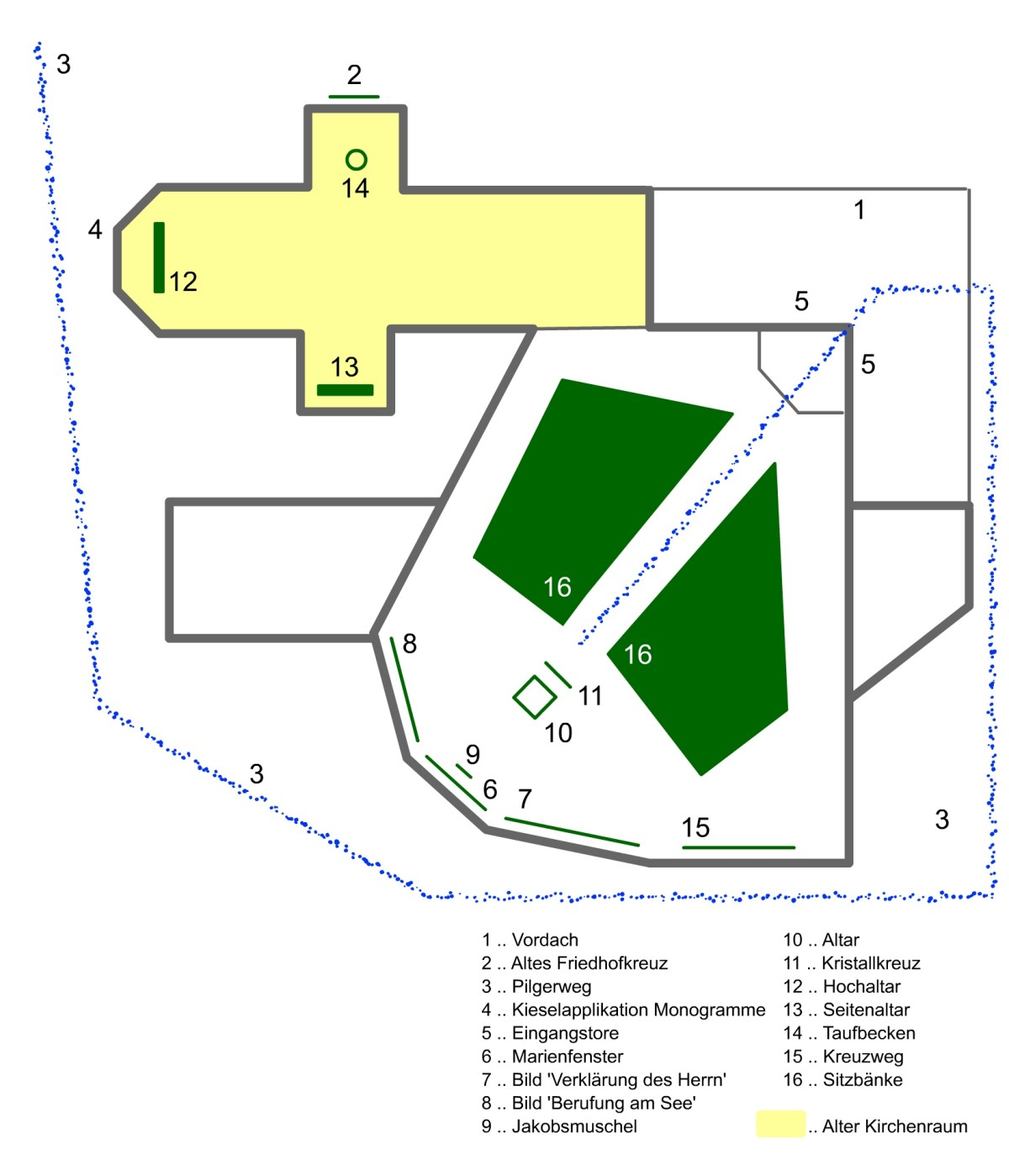
Übersichtsplan

- Pilgerweg: Außer dem Hauptzugang führt noch ein weiterer Weg entlang der Rückseite um die Kirche und dann weiter bis zum Altar. Dieser Pilgerweg ist als kiesbelegter Weg gestaltet und erinnert an den heiligen Jakobus, den Patron der Pilgerreisenden. Die Unebenheiten im Weg sollen daran erinnern, dass nicht immer alles im Leben glatt geht.

- Fassade:
  - Neubau: Die Fassade des Kirchenneubaus ist aus Hartbrandziegeln und patinierten Kupferblechen.
  - Alte Kirche: Die Außenwände des alten Baukörpers sind verputzt, türkisfarben gestrichen und teilweise mit Kiesapplikationen geschmückt. An der Fassade der Apsis der alten Kirche befinden sich aus Kieselsteinen gefertigte Monogramme von Maria (das Herz), Jesus Christus (der Lebensbaum), und Josef (das Haus).

- Eingangstore: Die Eingangstore sind trotz ihrer Größe beinahe in der Fassade verborgen. Die dicken Glastüren öffnet man mit Griffen aus Widderhorn, dem bevorzugten Opfertier des biblischen Volkes Israel. An den Glastüren sind die Symbole Alpha und Omega sowie gekreuzte Schlüssel und das Christusmonogramm angebracht.

## Innenraum
- Offener Dachstuhl: Der in allen Regenbogenfarben gestrichene, innen offene Dachstuhl erinnert an das Wüstenzelt, das die Israeliten während ihres Auszuges aus dem alten Ägypten errichteten. Die Farbigkeit der Balken erinnert an den Regenbogen, das Symbol des Bundes, den Noah mit Gott schloss. Tageslicht dringt durch siebzehn dreieckige, unterschiedlich große Dachgauben und über vertikale, mit Kristallglaselementen verspiegelte Lisenen herein.

- Marienfenster: Ein Glasfenster in der Apsis zeigt ein Maria-Hilf-Bild, eine Kopie des bekannten Gemäldes von Lukas Cranach im Innsbrucker Dom. Das Glasfenster ist in einer Doppelglastechnik verarbeitet. Das Motiv ist einmal in Schwarzlot auf durchsichtigem Glas eingebrannt, ein zweites Mal ist das Motiv auf violettem Glas eingeätzt.

- Bild Verklärung des Herrn: Das linke Bild in der Apsis schildert die Verklärung des Herrn auf dem Berg Tabor. Das Geschehen wird von drei Jüngern beobachtet. Jakobus, der Kirchenpatron, ist einer von ihnen. Ernst Fuchs lässt in diesem Bild Jesus und Mose deckungsgleich erscheinen.

- Bild Berufung am See: Das rechte Bild in der Apsis stammt von Ernst Fuchs und zeigt auch eine Szene, an der der heilige Jakobus beteiligt ist. Es wird die Berufung der Jünger durch Jesus am See Genezareth gezeigt. Am oberen Bildrand sind ziehende Vögel zu sehen, sie sind ein Sinnbild für die auf Gottes Wort hörenden Gläubigen. Jesus ist auf diesem Bild größer dargestellt als auf dem Bild Verklärung des Herrn. Dadurch soll ausgedrückt werden, dass Jesus den Menschen in dieser Szene näher ist.

- Jakobsmuschel: Das Symbol des Apostels Jakobus, die Jakobsmuschel, findet sich vielfach in der Kirche. Teilweise sind an den Wänden Jakobsmuscheln zu finden, das Weihwasserbecken ist als Jakobsmuschel geformt, die Rückenlehne der Sitzbänke aus Kunststoff zeigen dasselbe Motiv. Eine besondere Form ist die etwa 16 bis 20 Millionen Jahre alte Versteinerung einer Jakobsmuschel, die in einem Steinbruch in Retznei gefunden wurde, in einer Glasstele hinter dem Priestersitz.

- Altar: Der Altar besteht aus Kristallglas. Vorne unter dem Altar wurde eine Reliquie des heiligen Sebastian, des ursprünglichen Kirchenpatrons der Thaler Kirche, beigesetzt.

- Alter Kirchenraum: Der ursprüngliche Kirchenraum ist trotz der umfassenden Erneuerung des Bauwerks bestehen geblieben und hat seine Funktion im Gesamtbild der Pfarrkirche. Der Neorenaissance-Hochaltar stammt aus dem Jahr 1897. Der Seitenaltar zeigt ein Mariahilf-Bild aus dem 18. Jahrhundert. Das Taufbecken ist mit Reliefdarstellungen geschmückt. Ernst Fuchs wählte das Motiv Adam, Eva und der Paradiesbaum.

## Jakobsweg Weststeiermark
Die Kirche ist seit 25. Oktober 2010 Ausgangspunkt für den Jakobsweg Weststeiermark. Insgesamt beträgt die Weglänge zwischen Thal und Lavamünd 154 km und ca. 4954 Höhenmeter im Aufstieg und ca. 5022 Höhenmeter im Abstieg, aufgeteilt auf 8 Etappen.